# Monte Baldo
Der Monte Baldo ist eine Bergkette in den Südlichen Kalkalpen. Nach SOIUSA bildet sie eine eigenständige Untergruppe in den Gardaseebergen. Ihre höchste Erhebung ist die Cima Valdritta mit 2218 m s.l.m.

## Etymologie
Die Römer kannten die Kette unter dem Namen Montis Polinus. Der Name Monte Baldo taucht nach Christian Schneller erstmals 1163 in einer Karte auf.
Über die Bedeutung und die Herkunft des Namens Baldo besteht allerdings keine einhellige Meinung. Es werden je nach Theorie provenzalische oder alemannische  Wurzeln vermutet.
Nach einigen Autoren handelt es sich bei Baldo um eine Ableitung aus dem deutschen Wort „Wald“. So sollen ihn die Zimbern auf den östlich des Monte Baldo gelegenen Dreizehn Gemeinden wegen seines Waldreichtums bezeichnet haben.
Ernesto Lorenzi sieht im Namen Monte Baldo lombardische Ursprünge. Vom lombardischen Westufer des Gardasees würde der Gebirgszug als kompakte, große Masse erscheinen, worauf der Name Monte Baldo im Sinne von majestätischer, mächtiger, großer Berg anspiele.

## Geographie

### Lage und Abgrenzung
Die 38 km lange Bergkette verläuft von nordnordöstlicher nach südsüdwestlicher Richtung und teilt sich administrativ auf die beiden italienischen Provinzen Trient und Verona auf.
Eingegrenzt wird der Monte Baldo im Norden vom Taleinschnitt des Valle del Cameras – einem westlichen Seitental des Etschtales – und dem Passo San Giovanni (287 m), die ihn von der nördlich angrenzenden Bondone-Stivo-Kette abgrenzen. Im Osten bildet das Etschtal die Grenze zu den östlich davon liegenden Lessinischen Alpen in den Vizentiner Alpen. Die Westseite des Monte Baldo wird vom Gardasee eingrenzt, während im Süden die Kette in die Moränenhügel bei Rivoli Veronese übergeht, bevor sie in der Ebene bei Caprino Veronese ausläuft.

### Aufbau
Der Monte Baldo hat keinen ausgezeichneten Gipfel, aber insgesamt dreizehn Erhebungen die über 2000 m liegen. Die höchsten Gipfel liegen im zentralen Bereich der Kette. Der Monte Altissimo di Nago (2078 m) ist der einzige Gipfel über 2000 m, der im Trentino liegt. Den tiefsten Einschnitt am Monte Baldo bildet der Sattel Bocca di Navene auf 1425 m, an der auch die Grenze zwischen den beiden Provinzen Trient und Verona liegt. Unterschiedlich präsentieren sich seine Ost- und Westseite. Während letztere steil in den Gardasee abfällt, ist die Ostseite zunächst eher sanfter geneigt, bevor sie fast senkrecht zum Etschtal abstürzt. Neben dem Gardasee befinden sich mit dem Lago di Loppio am Nordende und dem Stausee Lago di Prà della Stua an seiner Nordostseite noch zwei weitere stehende Gewässer in der Untergruppe. Entlang des Kammes des Monte Baldo verläuft zudem die Wasserscheide zwischen Etsch und Po.

### Gipfel
- Cima Valdritta, 2218 m
- Cima Prà della Baziva, 2207 m
- Punta Telegrafo, 2200 m
- Punta Pettorina, 2191 m
- Cima del Longino, 2180 m
- Vetta delle Buse, 2191 m
- Punta Sascaga, 2136 m
- Cima delle Pozzette, 2132 m
- Cima delle Finestre, 2136 m
- Monte Altissimo di Nago, 2078 m
- Goal Santo, 2070 m
- Costabella, 2062 m
- Cima d’Artilone, 2060 m

### Geologie
Der geologische Ursprung des Monte Baldo ist auf die Ablagerungen verschiedener Kalke im Mesozoikum im warmen Tethysmeer zurückzuführen, die bei der Entstehung der Alpen hochgefaltet wurden. Neben Sedimenten sind am Baldo darüber hinaus Spuren von Eruptivgesteinen wie Basalt und Tuff vorzufinden. Die heutige Form geht auf vier Eiszeiten zurück, die den Bergrücken geformt haben. Von der letzten Würmeiszeit finden sich noch einige Spuren, wie große abgeschliffene Felsplatten, Gletschertöpfe und Moränenhügel.

### Klima
Der Monte Baldo weist im Gegensatz zu anderen Bereichen der südlichen Voralpen keine außergewöhnlich hohen Niederschlagsmengen auf. Während in den angrenzenden Vizentiner Alpen im Osten und in den Gardaseebergen westlich des Gardasees Jahresniederschlagsmengen von bis zu 2000 mm erreicht werden, liegen sie am Monte Baldo im Durchschnitt mit 1300 und 1500 mm deutlich darunter. Dies erklärt sich an der Nord-Süd-Ausrichtung der Kette, an der sich die feuchten Südströmungen nur eingeschränkt aufstauen, da sie entlang des Beckens des Gardasees und des Etschtales nach Norden ziehen.
Die Niederschläge konzentrieren sich auf das Frühjahr und den Herbst, während das Minimum im Januar erreicht wird. Aufgrund dessen wird das Klima am Monte Baldo zum insubrischen Klimatyp gezählt. Die Sommertrockenheit wird durch ausgiebige Regenfälle in Form von Gewittern und durch Nebel abgemildert. Letzterer bildet sich an heißen Sommertagen in den Gipfellagen des Monte Baldo. Trotz des Niederschlagminimums im Winter ist der Monte Baldo in der Regel von Dezember bis April schneebedeckt. Auch wenn es diesbezüglich starke saisonale Abweichungen gibt. Sonnenhänge bleiben auch im Winter zum Großteil schneefrei, während in den nordseitigen Karen Schnee auch bis in den Juni vorzufinden ist. Die Jahresdurchschnittstemperaturen lagen in den 1950er Jahren auf 1200 m bei 8,6° und auf 1900 m bei 5,1°. Aufgrund der Lage und der damit verbundenen Sonneneinstrahlung gibt es aber starke Temperaturschwankungen.

## Flora und Fauna
Für Botaniker stellt der Monte Baldo eine wahre Fundgrube von Arten dar, weshalb er bereits im 16. Jahrhundert als Hortus Italiae (dt. der Garten Italiens) bezeichnet wurde.
Weil die westliche Flanke des Monte Baldo vom Gardasee von 65 m bis auf über 2.200 m ansteigt, finden sich auf einer relativ kurzen Distanz mehrere Vegetationsstufen, die von einer submediterranen Flora mit Olivenhainen und Steineichenwäldern bis hin zu alpinen Arten in den Gipfelregionen reicht. Einige Pflanzenarten kommen nur hier vor, sind also endemisch, wie die Kernerische Schmuckblume, die Gypsophila baldensis eine Art der Gipskräuter und die Brassica baldensis eine Art des Kohls. Das liegt daran, dass der Monte Baldo ein Nunatak war, ein Berg, dessen Spitzen während der Eiszeiten aus der Eisdecke herausragte. Die eisfreien Gipfel bildeten eine Insel für die im Tertiär aus Norden zugewanderte Flora und Fauna, aber auch für Mittelmeerpflanzen, die in den warmen Zwischeneiszeiten hier heimisch geworden waren.

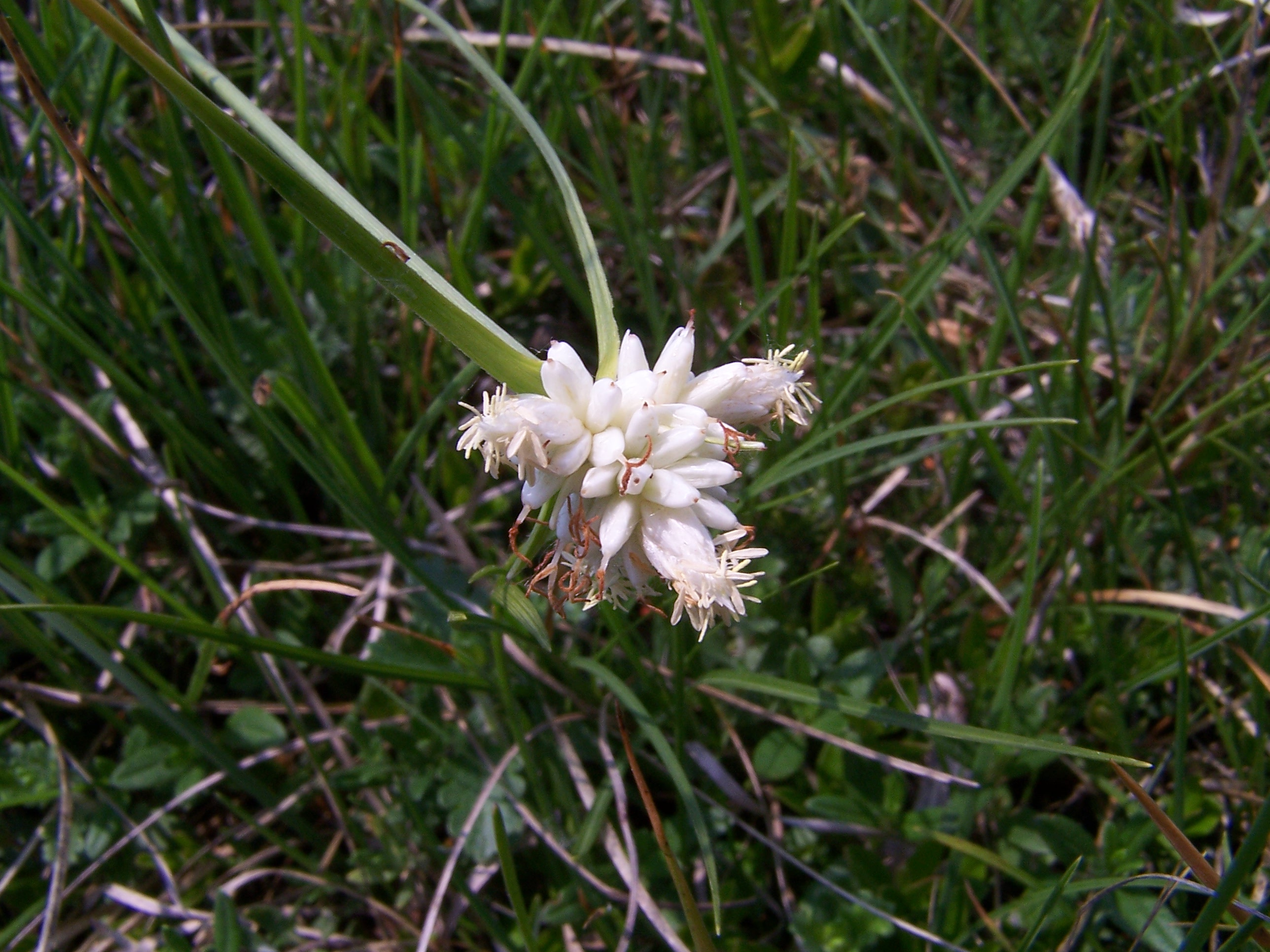
Monte-Baldo-Segge (Carex baldensis)

Das Studium der Pflanzenwelt des Monte Baldo, insbesondere von Heilpflanzen, reicht bis in das 16. Jahrhundert zurück. 1566 veröffentlichte der aus Verona stammende Apotheker und Botaniker Francesco Calzolari mit Il viaggio di Monte Baldo eine erste Aufstellung von Pflanzen, die er auf dem Baldo gefunden hatte, und dessen Sammlung heute im Naturkundemuseum in Verona aufbewahrt sind. 1617 erschien ein erstes mit Holzstichen illustriertes Buch von Giovanni Pona, der als erster Botaniker des Monte Baldo gilt. Seitdem steht die Flora des Monte Baldo im Interesse der Forschung.
Viele Pflanzen wurden erstmals auf dem Monte Baldo gefunden und erstbeschrieben und erhielten deshalb den wissenschaftlichen Beinamen „baldensis“ wie die Monte-Baldo-Segge oder der Monte Baldo Anemone, auch wenn sie andernorts anzutreffen sind.
In ähnlicher Weise trifft dies auch für bestimmte Insekten, wie der Monte-Baldo-Gebirgsschrecke oder dem Cychrus cylindricollis aus der Gattung der Schaufelläufer zu.
Am Monte Baldo gibt es mehrere Schutzzonen, wie den 2013 geschaffenen Parco naturale locale del Monte Baldo im Norden des Massivs sowie die Riserva Naturale Integrale Gardesana Orientale und Riserva Naturale Integrale Lastoni Selva Pezzi beide bei Malcesine.

## Alpinismus
Die Luftseilbahn Funivia Malcesine-Monte Baldo führt von Malcesine in zwei Teilstücken zur Bergstation Tratto Spino auf 1760 m s.l.m.. Sie bedient im Winter das angeschlossene Skigebiet und wird im Sommer von Radfahrern genutzt, die hier verschiedene Schotterpisten als Downhillstrecken nutzen. Auch als Startplatz für Gleitschirmflieger ist der Monte Baldo auf Grund seiner leichten Erreichbarkeit über die Seilbahn und der enormen Höhendifferenz (1680 m) zum Landeplatz in Malcesine äußerst beliebt. Regelmäßig werden hier Sicherheitstrainings über Wasser durchgeführt.
Von der Bergstation sind unter anderem die Schutzhütten Telegrafo im Süden und Altissimo im Norden zu erreichen, die beide über den Monte Baldo Höhenweg (italienisch Alta via del Monte Baldo) mit dem Tratto Spino verbunden sind.
Der Monte Baldo ist auch ein beliebter Berg für Wanderungen. Als besonders schöne Tour lobt Bauregger die Wanderung vom Tratto Spino zur Cima Valdritta. Talort und Ausgangspunkt für diese Wanderung ist Malcesine, Endpunkt ist Cassone am Gardasee. Der Weg ist als familientauglich beschrieben, bedarf einer Gehzeit von 6,3 Stunden und überwindet eine Höhendifferenz von ca. 780 m.

## Impressionen

Impressionen – mit Blick vom und zum Monte Baldo
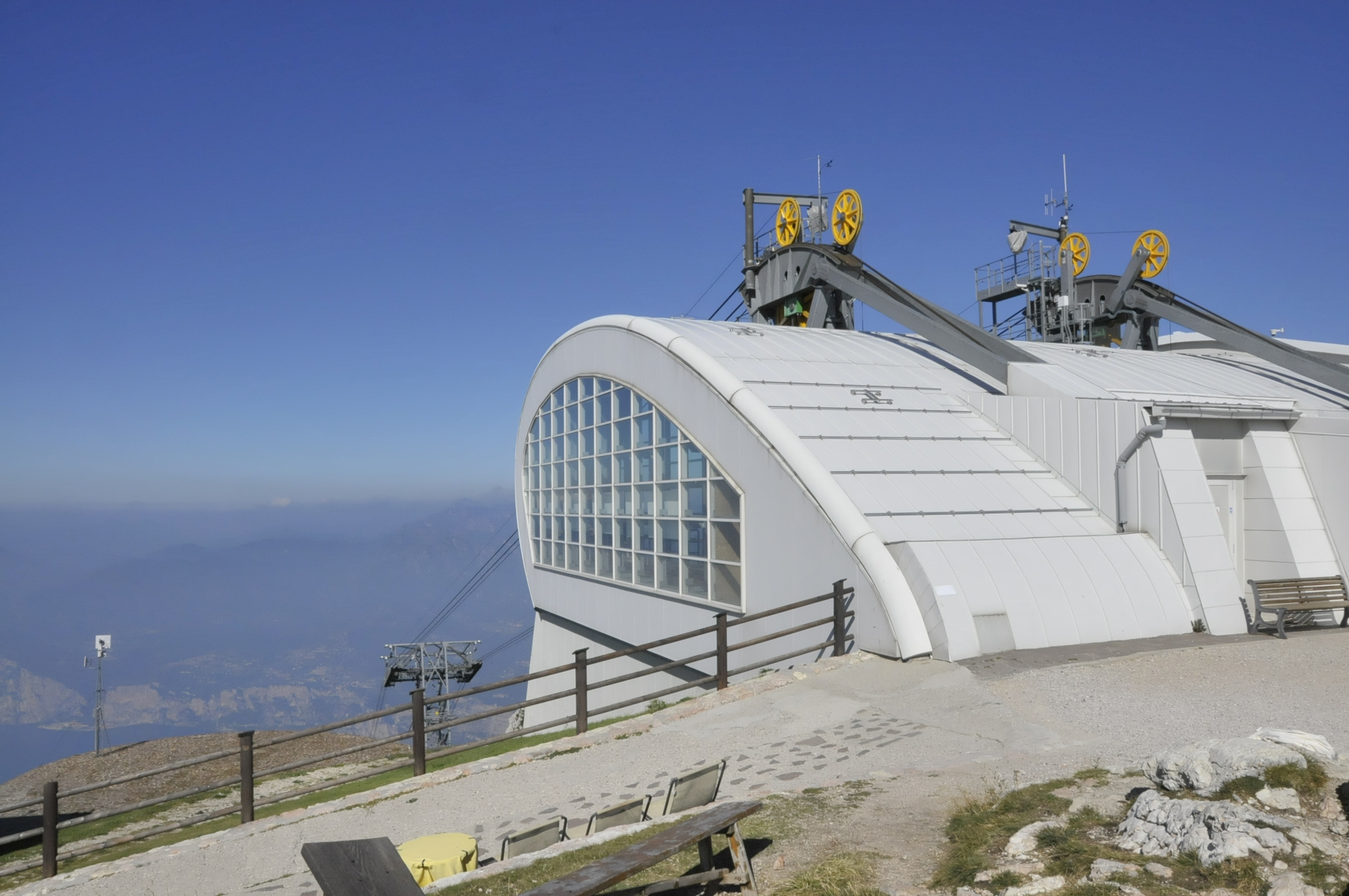
Bergstation der Seilbahn von Malcesine
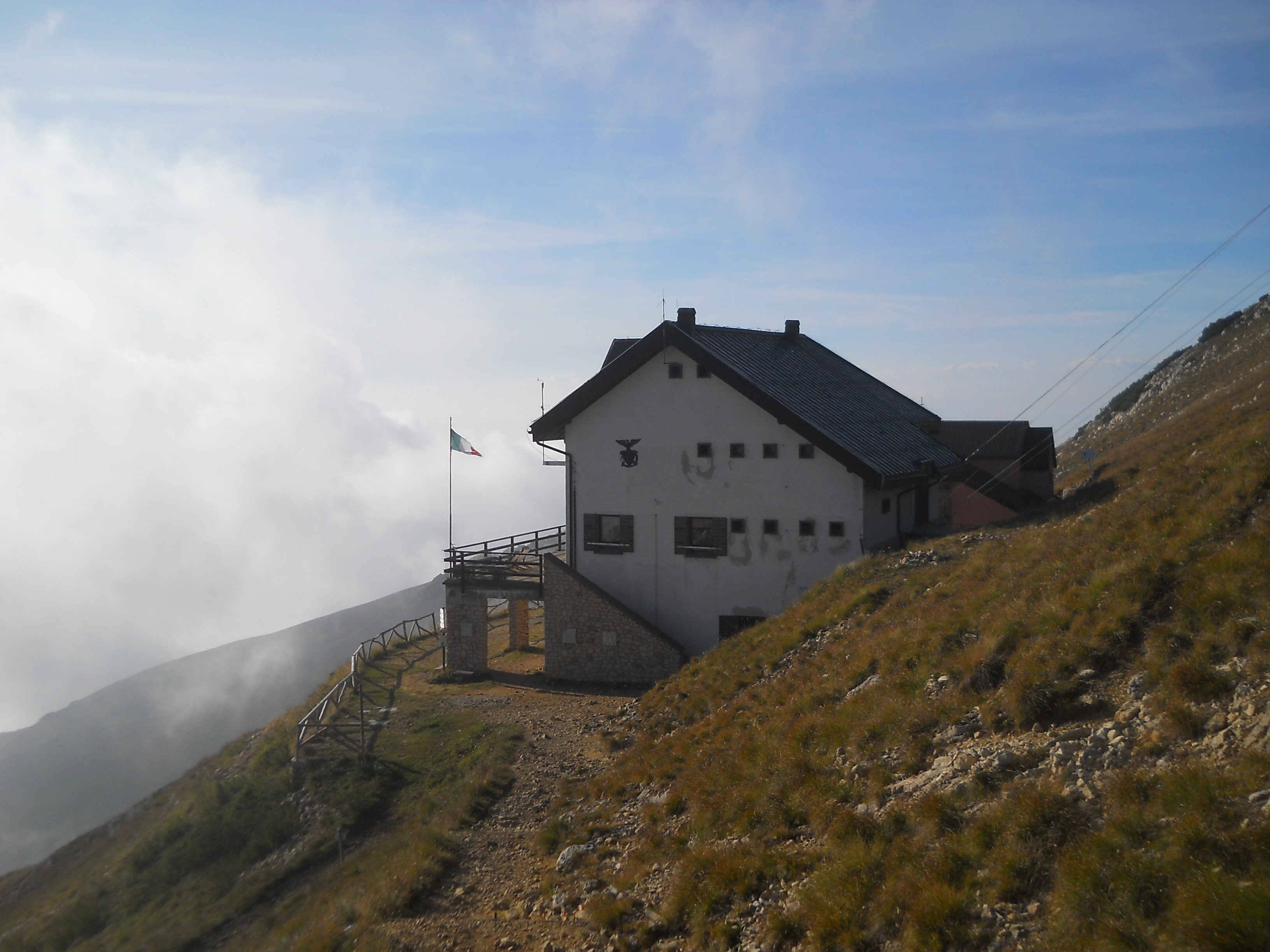
Rifugio Telegrafo
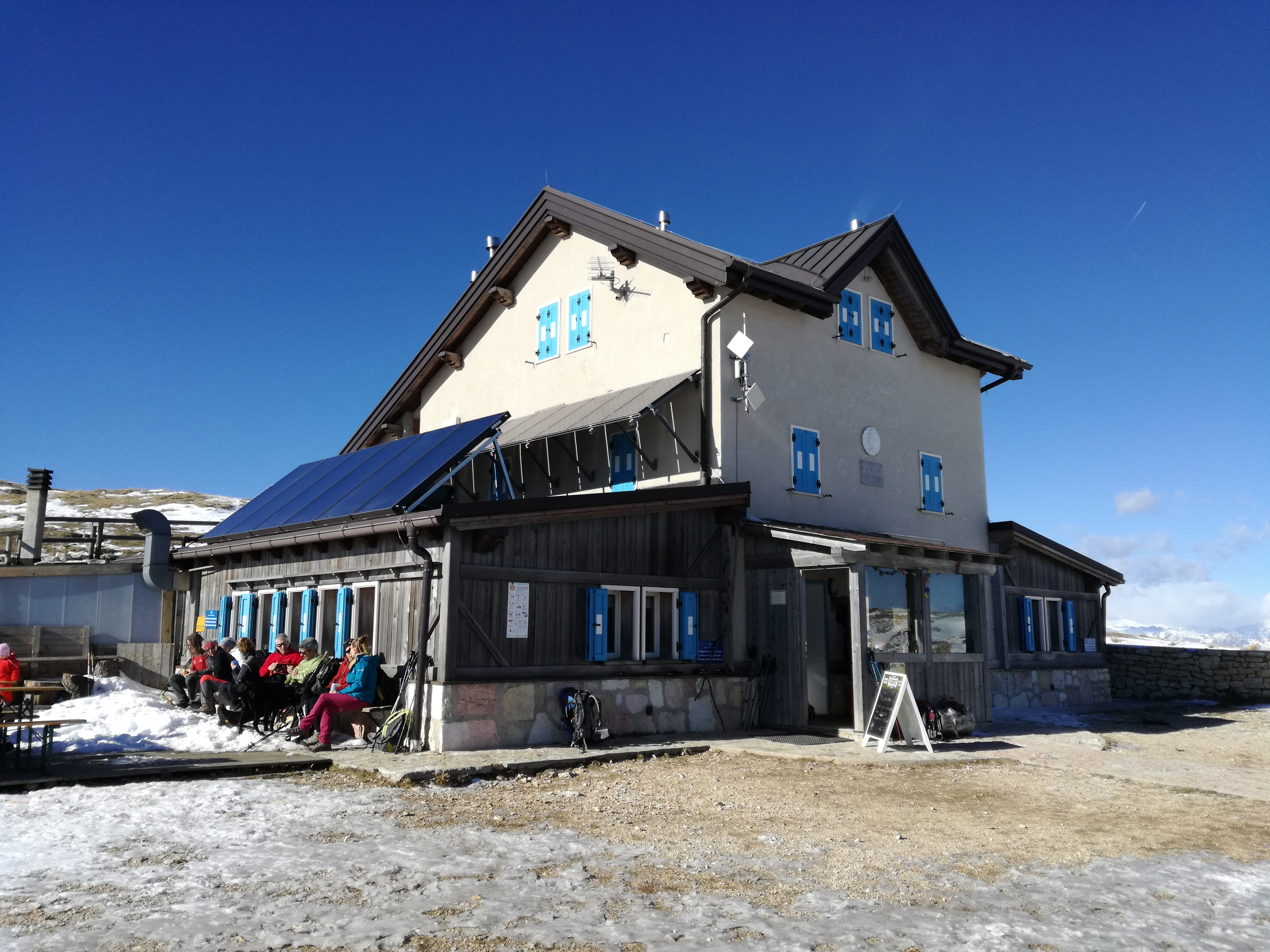
Rifugio Altissimo Damiano Chiesa
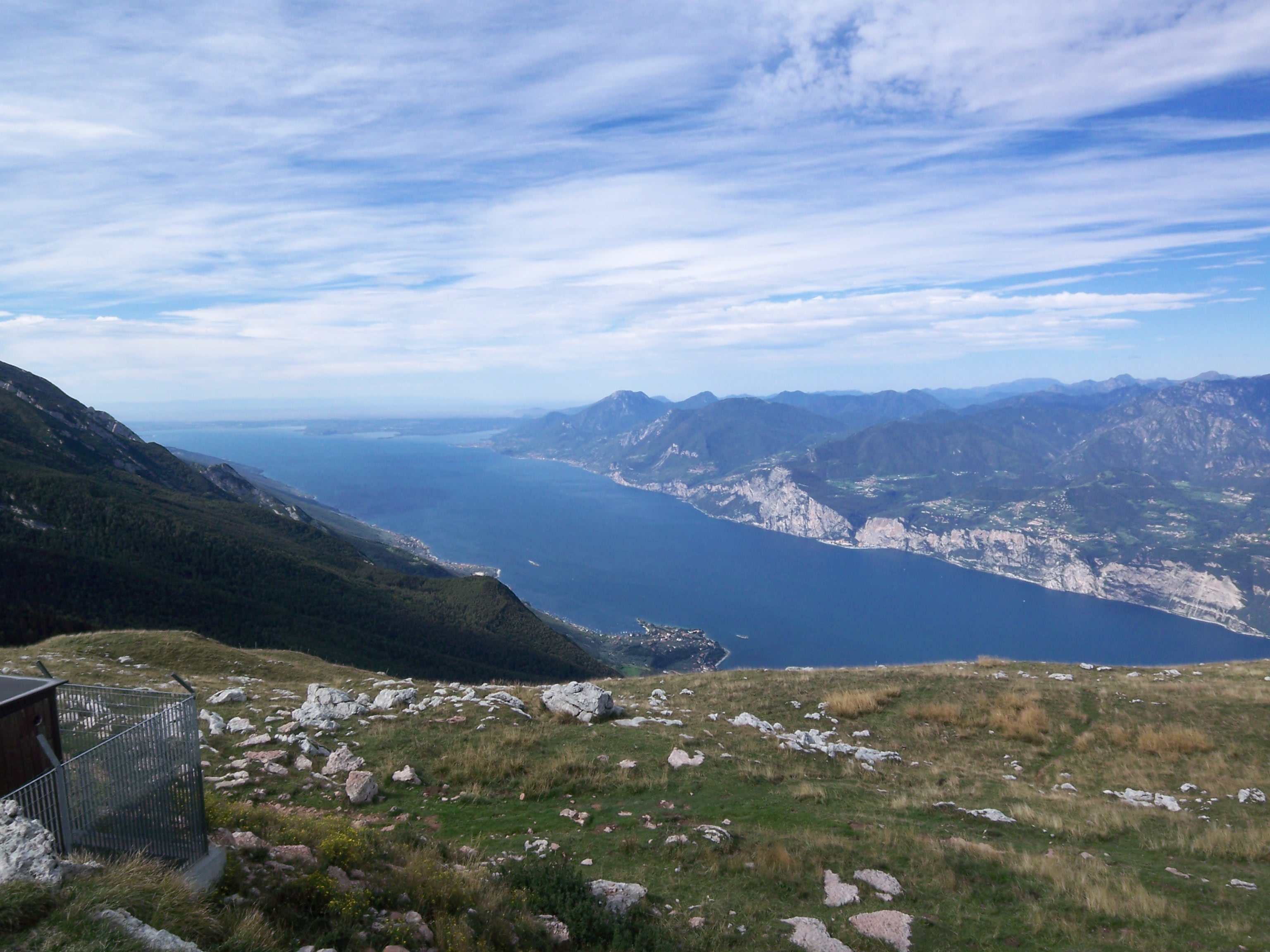
Blick auf den Gardasee
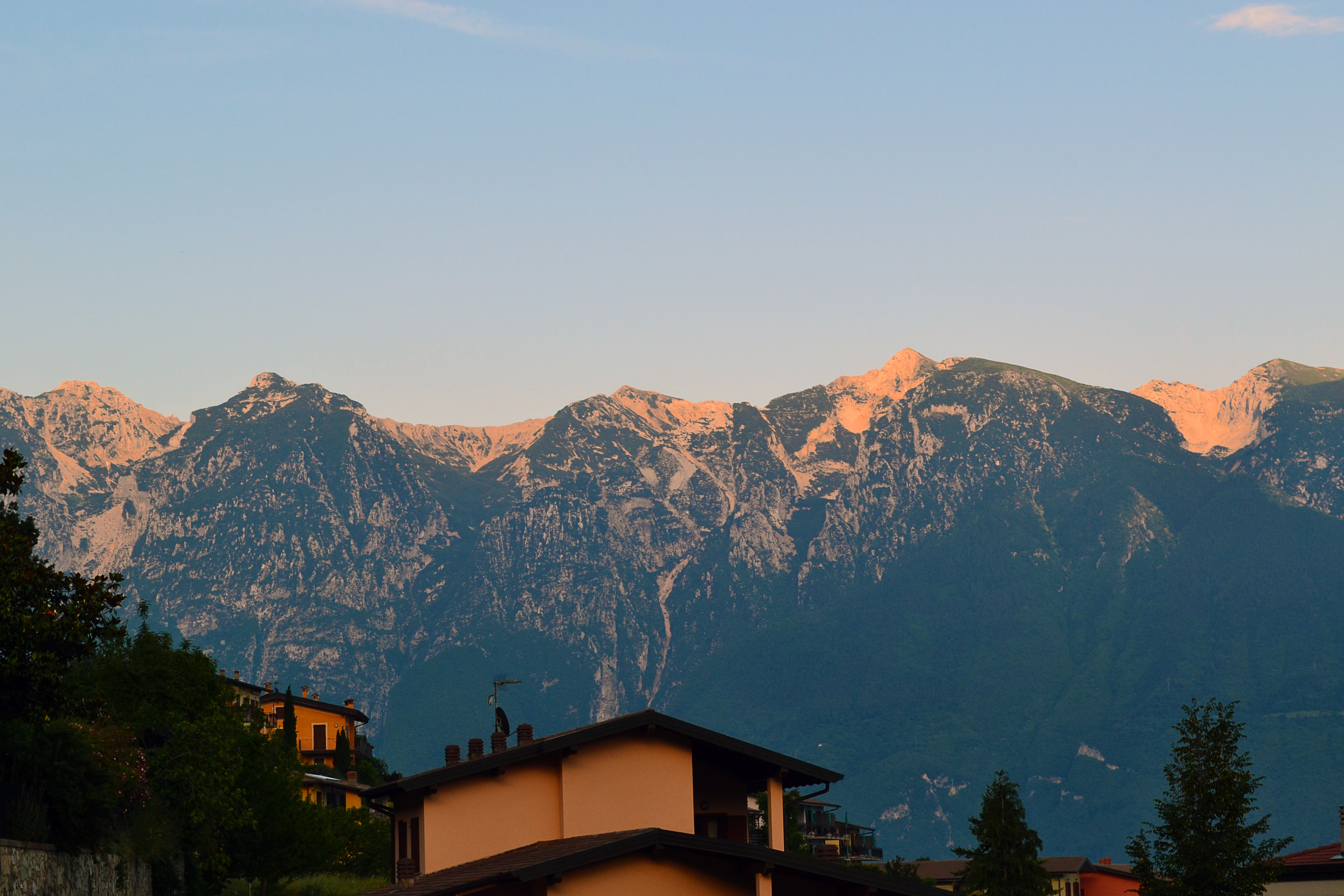
Blick von Tignale
Von Riva del Garda über den Gardasee
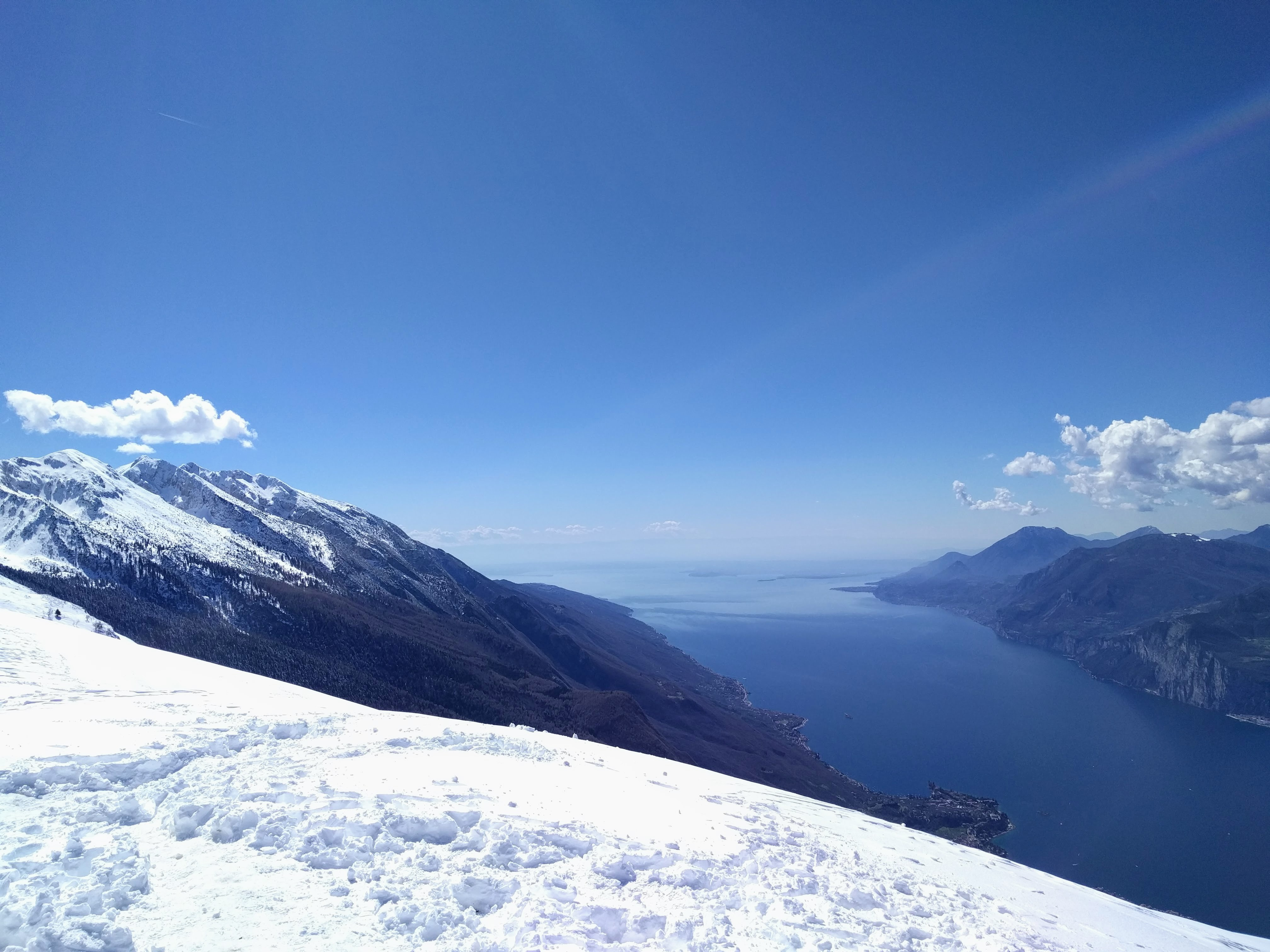
Blick auf den Gardasee im Frühling